# سیارک ۵۱۶۱
سیارک ۵۱۶۱ (به انگلیسی: 5161 Wightman، نامگذاری:1980TX3) پنج هزار و صد و شصت و یکمین سیارک کشف شده‌است که در ۹ اکتبر ۱۹۸۰ کشف شد.
قدر مطلق سیارک برابر ۱۲٫۴۰ است.